# Miguel Ramírez
Miguel Mauricio Ramírez Pérez est un footballeur chilien, né le 11 juin 1970 à Santiago. Il évoluait au poste de défenseur avant de devenir entraîneur.

## Biographie
Miguel Ramírez passe l'essentiel de sa carrière dans les clubs de Colo Colo et de l'Universidad Católica. 
Au total il remporte sept Championnats du Chili. Avec Colo Colo il remporte la prestigieuse Copa Libertadores en 1991, de même que la Copa Interamericana et la Recopa Sudamericana en 1992.
Miguel Ramírez reçoit 59 sélections en équipe du Chili entre 1991 et 2003.